# Albert Pietzsch
Albert Theodor Pietzsch (* 28. Juni 1874 in Zwickau; † 13. Juni 1957 in München) war deutscher Maschinenbauingenieur und Unternehmer, der zu den Unterstützern der NSDAP zählte und als Präsident der Industrie- und Handelskammer München und Leiter der Reichswirtschaftskammer Bedeutung erlangte.

## Leben
Sein Vater F. Wilhelm Pietzsch war Lehrer an einem Realgymnasium. In Zwickau besuchte er eine Vorschule und das Realgymnasium. Von 1893 bis 1894 machte er ein Praktikum im Labor und einer Werkstatt der Technischen Hochschule Dresden; an dieser Hochschule studierte er anschließend von 1894 bis 1898 Maschinenbau. Von 1899 bis 1900 war Pietzsch wissenschaftlicher Assistent im Elektrotechnischen Institut an der Technischen Hochschule Dresden.
Von 1900 bis 1908 arbeitete er zunächst als Ingenieur, dann als Oberingenieur in der Chemischen Fabrik Buckau in Ammendorf bei Halle (Saale). Dort entwickelte er neue Verfahren zur Produktion von Kalilauge und Chlor.
1911 gründete er mit seinem Schwager Gustav Adolph in Höllriegelskreuth bei München, Lindestraße 3, das Unternehmen Elektrochemische Werke München, Dr. Adolph, Pietzsch & Co. (EWM). Die EWM stellten Wasserstoffperoxid in großtechnischem Maßstab her. Das Pietzsch-Adolph-Verfahren ist die Hydrolyse von Kaliumperoxodisulfat zu Wasserstoffperoxid. Bei der Entwicklung wurde das Unternehmen durch die Gesellschaft für Chemische Industrie Basel unterstützt. Ab 1915 lieferte die EWM Wasserstoffperoxid als Desinfektionsmittel an die Armeen des deutschen Kaiserreichs. Im Rahmen dieser Kriegsproduktion wurde eine Zusammenarbeit mit Otto Seuffert und der E. Merck KG begonnen.
Pietzsch war am 8. November 1923 bei der Veranstaltung von Gustav von Kahr im Münchner Bürgerbräukeller, dem gescheiterten Hitlerputsch, anwesend.
1926 war Albert Pietzsch Mitgründer der Buffalo Electro-Chemical Company (BECCO), ab 1954 in Buffalo.
Die EWM als Rüstungsunternehmen nach dem Montan-Schema wurde kurz vor Beginn der Weltwirtschaftskrise 1928 in eine Aktiengesellschaft umgewandelt, womit Liquiditätsschwierigkeiten abgewendet wurden. Direktor Albert Pietzsch konnte 10,5 Kilogramm Gold als Gewinn erzielen, die er vermutlich bei dem Goldschmied Otto Gahr in München zum sogenannten „Chiemseekessel“ (benannt nach dem Fundort) umarbeiten ließ.
Pietzsch unterstützte die NSDAP ab 1925 finanziell und vermittelte, wie „Putzi“ Hanfstaengl, Adolf Hitler Kontakte zu bayrischen Unternehmern. Zum 16. Februar 1927 trat Pietzsch der NSDAP bei (Mitgliedsnummer 56.518), verließ sie aber zum 30. September desselben Jahres. Er betätigte sich weiter als Wirtschaftssachverständiger der NSDAP. Zum 1. Mai 1930 trat er unter Beibehaltung seiner alten Mitgliedsnummer erneut der NSDAP bei und arbeitete im Braunen Haus in der Abteilung von Rudolf Heß. Hier hatte er engen Konktakt zu Richard Walther Darré und Gregor Strasser. Im Mai 1933 wurde Pietzsch Präsident der Industrie- und Handelskammer München, im gleichen Jahr auch Mitglied des Verwaltungsrats der Deutschen Reichsbahn-Gesellschaft.
Von 1933 bis August 1934 führte er die Hauptgruppe V im Reichsstand der Deutschen Industrie und war in dessen Vorstand. Im März 1936 wurde er zum Leiter der Reichsstelle für Wirtschaftsmoral ernannt.
Im Rahmen der forcierten Wiederaufrüstung ab 1934 lieferte die EWM ein großtechnisches Produktionsverfahren für Wasserstoffperoxid. Pietzsch erhielt einen Auftrag zur Erstellung von Produktionsanlagen für hochkonzentriertes Wasserstoffperoxid. Die Transehe & Co. KG erstellte die Otto Schickert KG in Bad Lauterberg und eine Anlage im Chemiepark der Hoechst (beziehungsweise I.G. Farben) in Gersthofen.
Das hochkonzentrierte Wasserstoffperoxid wurde als oxidierende Komponente für Raketentreibstoff in Waffen wie der Fieseler Fi 103 oder der A4 („V2“), verwendet.
Von Dezember 1936 bis 1944 war Pietzsch Leiter der Reichswirtschaftskammer in Berlin, führte den Vorsitz im Ausschuss für Preisbildungsfragen und im Ausschuss für Auslandshandelskammern. Er war im Präsidium der deutschen Gruppe der Internationalen Handelskammer. Pietzsch war Mitglied im Ausschuß für Aktienrecht in der Akademie für Deutsches Recht. Ab 1939 war Pietzsch stellvertretender Aufsichtsratsvorsitzender der Deutsche Bank AG. Ab 1940 leitete Pietzsch in München die Wirtschaftskammer und in dieser die Industrie- und Handelskammerabteilung sowie die Bezirksausgleichstelle. Am 30. Mai 1942 wurde die Gauwirtschaftskammeraufbauverordnung auf die Kriegswirtschaft ausgerichtet und viele Kammern umorganisiert, diese stellte Pietsch, im Auftrag des Reichswirtschaftsministeriums, am 30. September 1942 Beauftragten zur Errichtung von Gauwirtschaftskammern, Vertreter der Reichsgruppen in der Reichsgruppe Industrie und Geschäftsführern der Industrie-, Handels- und Wirtschaftskammern, vor.
Am 1. Mai 1940 verlieh ihm die Technische Hochschule Dresden die Ehrendoktorwürde (als Dr.-Ing. E. h.).

## Familie
Pietzsch’ Adoptivtochter Gertrud Gratenau-Pietzsch heiratete 1926 den Maler Adolf Ziegler. Ein Jahr zuvor hatte Pietzsch Hitler mit seinem späteren Schwiegersohn Ziegler bekannt gemacht, der danach zum Lieblingsmaler Hitlers aufstieg, zum Präsidenten der Reichskammer der bildenden Künste ernannt wurde und unter anderem auch Leiter der Ausstellung „Entartete Kunst“ war. Nach ihrer Scheidung von Ziegler heiratete sie den Hotelier Hugo Reistenhofer aus Graz, der ihren und Zieglers Sohn adoptierte; dieser machte unter dem Namen Peter Reistenhofer eine Schauspielerkarriere.
Pietzschs Grabstätte befindet sich auf dem Friedhof Solln.

## Nach 1945
Seine Aussagen während der Internierung im „Zivilen Internierungslager Nr. 91“ wurden von der Sektion für finanzielle Nachforschungen der amerikanischen Militärregierung (OMGUS) in einem Bericht festgehalten, der der Vorbereitung eines Kriegsverbrecherprozesses gegen die Deutsche Bank dienen sollte, zu dem es aber nicht kam.
1954 stockte die Dual Use AG in Höllriegelskreuth durch Aktienemission ihr Kapital auf. Pietzsch leitete das Unternehmen bis 1955.

## Schriften
- (mit Ferdinand Grünig): Grundlagen der Wirtschaftslenkung. In: Die Verwaltungs-Akademie, Band 3, Berlin 1936.
- Auslandsdeutschtum und Arbeit Deutscher Handelskammern im Auslande. In: Deutsche Wirtschafts-Zeitung, Jahrgang 1937, Nr. 1, S. 8.
- Ansprache auf der Festsitzung der Reichswirtschaftskammer anläßlich des 60. Geburtstages des Reichswirtschaftsministers Dr. Schacht am 22. Januar 1937. In: Schriftenreihe der Deutschen Wirtschafts-Zeitung, Heft 3.
- Die Ehrengerichtsbarkeit der gewerblichen Wirtschaft. In: Zeitschrift der Akademie für deutsches Recht, 4. Jahrgang 1937, S. 193.
- Die deutsche Selbstverwaltung im nationalsozialistischen Staat. In: Deutsche Wirtschafts-Zeitung, Jahrgang 1937, Nr. 24/25, S. 764.
- Die Organisation der gewerblichen Wirtschaft. Junker und Dünnhaupt, Berlin 1938.
- Zur Frage der Ordnung der weltwirtschaftlichen Beziehung. (= Kieler Vorträge, Band 61) Gustav Fischer Verlag, Jena 1939.
- Der Aufbau der Gauwirtschaftskammer. (Vortrag, gehalten auf einer Tagung in der Reichswirtschaftskammer am 30. September 1942) Berlin 1942.